# دينت دي نينداز
دينت دي نينداز (بالإنجليزية: Dent de Nendaz)‏ هو أحد جبال سلسلة جبال الألب بينيني وجزء من القمة الأم يقع في كانتون فاليز، سويسرا. يبلغ ارتفاع الجبل حوالي 2463 متر، بينما يبلغ ارتفاع نتوء الجبل 126 متر.